# Canuto IV di Danimarca
Canuto IV, anche conosciuto come Canuto il Santo (in danese: Knud den Hellige) (Danimarca, 1043 – Odense, 10 o 17 luglio 1086), è stato re di Danimarca dal 1080 al 1086.
Egli era figlio illegittimo di Sweyn II Estridsson.

## Biografia
Succeduto al fratellastro Harald III, Canuto dimostrò presto di essere un re tanto devoto quanto ambizioso. Il suo regno fu segnato da forti tentativi di aumentare il proprio potere in Danimarca. Egli emise editti che attribuivano al re la proprietà delle terre comuni, il diritto sui relitti da naufragio e quelli di ereditare le proprietà degli stranieri e di coloro che non avevano discendenti. Sempre campione della Chiesa, egli emise anche leggi volte a proteggere i deboli, gli orfani, le vedove e gli stranieri e cercò di imporre la riscossione di tributi. Tale politica condusse allo scontento i suoi sudditi, che non erano usi ad un re che reclamasse tali poteri e pretendesse di interferire nella loro vita quotidiana. 
Ma le ambizioni di Canuto non erano solamente nazionali. Come pronipote di Canuto il Grande, che fino al 1035 era stato re d'Inghilterra, di Danimarca e di Norvegia, egli ritenne di aver diritto anche alla corona inglese e vide Guglielmo il Conquistatore come un usurpatore. 
Nel 1085, appoggiato dal suocero, conte Roberto di Fiandra, Canuto prepara l'invasione dell'Inghilterra. Egli radunò una flotta a Limfjord, che tuttavia non salpò mai. Probabilmente Canuto temette l'intervento dell'imperatore Enrico IV, con il quale sia le Fiandre che la Danimarca non erano mai state in buoni rapporti.
Certamente Canuto sospettava del fratello Olaf (che gli succedette poi sul trono danese), che pretendeva il comando della flotta e che egli fece arrestare e tradurre nelle Fiandre. La flotta destinata allo sbarco in Inghilterra quindi si sciolse, anche se Canuto pensava di ricomporla successivamente.

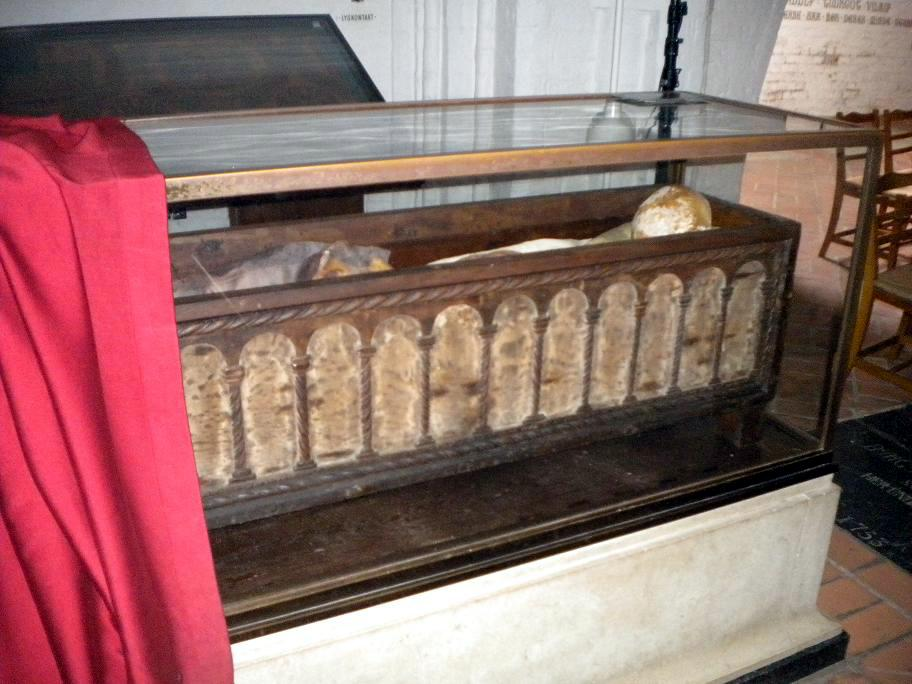
La tomba del re Canuto nella Cattedrale di San Canuto ad Odense (foto: Jacob Truedson Demitz)

Prima che la flotta fosse stata nuovamente radunata, una rivolta di contadini scoppiò agli inizi del 1086 nel sud dello Jutland, dove risiedeva Canuto. 
Egli cercò rifugio con il suo seguito nella chiesa in legno di Sant'Albano ad Odense, ma i ribelli irruppero nell'edificio il 10 luglio 1086 e trucidarono davanti all'altare Canuto con il fratello Benedikt e diciassette uomini del suo seguito.

## Culto
A causa del suo martirio e della sua devozione alla Chiesa, Canuto fu presto considerato santo. Si parlò subito di miracoli verificatisi presso la sua tomba. Nel 1101, a seguito delle pressioni degl'inviati del re di Danimarca Eric III, papa Pasquale II confermò il culto di San Canuto.
Nel 1300 i resti del suo corpo e quelli del fratello furono trasferiti nella Cattedrale di San Canuto, sempre a Odense.

## Matrimonio e discendenza
Canuto sposò Adelaide di Fiandra, figlia di Roberto I delle Fiandre, ed ebbe un figlio, Carlo il Buono, che divenne conte di Fiandra.

## Ascendenza
|                        |   |                      | Genitori              |  |  | Nonni |  |  | Bisnonni            |  |  | Trisnonni |  |
|                        |   |                      |                       |  |  |       |  |  | Thorgils Sprakalägg |  |  | …         |  |
|                        |   |                      |                       |  |  |       |  |  | Thorgils Sprakalägg |  |  | …         |  |
|                        |   | …                    |                       |  |  |       |  |  | Thorgils Sprakalägg |  |  |           |  |
| Ulf Thorgilsson        |   |                      |                       |  |  |       |  |  | Thorgils Sprakalägg |  |  |           |  |
|                        |   | …                    | …                     |  |  |       |  |  |                     |  |  |           |  |
|                        |   | …                    | …                     |  |  |       |  |  |                     |  |  |           |  |
|                        |   | …                    | …                     |  |  |       |  |  |                     |  |  |           |  |
| Sweyn II di Danimarca  |   | …                    |                       |  |  |       |  |  |                     |  |  |           |  |
|                        |   | Sweyn I di Danimarca | Aroldo I di Danimarca |  |  |       |  |  |                     |  |  |           |  |
|                        |   | Sweyn I di Danimarca | Aroldo I di Danimarca |  |  |       |  |  |                     |  |  |           |  |
|                        |   | Sweyn I di Danimarca | Tova degli Obodriti   |  |  |       |  |  |                     |  |  |           |  |
| Estrid Svendsdatter    |   | Sweyn I di Danimarca |                       |  |  |       |  |  |                     |  |  |           |  |
|                        |   | Gunhildr di Venedia  | …                     |  |  |       |  |  |                     |  |  |           |  |
|                        |   | Gunhildr di Venedia  | …                     |  |  |       |  |  |                     |  |  |           |  |
|                        |   | Gunhildr di Venedia  | …                     |  |  |       |  |  |                     |  |  |           |  |
| Canuto IV di Danimarca |   | Gunhildr di Venedia  |                       |  |  |       |  |  |                     |  |  |           |  |
|                        | … | …                    |                       |  |  |       |  |  |                     |  |  |           |  |
|                        | … | …                    |                       |  |  |       |  |  |                     |  |  |           |  |
|                        | … | …                    |                       |  |  |       |  |  |                     |  |  |           |  |
| …                      | … |                      |                       |  |  |       |  |  |                     |  |  |           |  |
|                        |   | …                    | …                     |  |  |       |  |  |                     |  |  |           |  |
|                        |   | …                    | …                     |  |  |       |  |  |                     |  |  |           |  |
|                        |   | …                    | …                     |  |  |       |  |  |                     |  |  |           |  |
| …                      |   | …                    |                       |  |  |       |  |  |                     |  |  |           |  |
|                        |   | …                    | …                     |  |  |       |  |  |                     |  |  |           |  |
|                        |   | …                    | …                     |  |  |       |  |  |                     |  |  |           |  |
|                        |   | …                    | …                     |  |  |       |  |  |                     |  |  |           |  |
| …                      |   | …                    |                       |  |  |       |  |  |                     |  |  |           |  |
|                        |   | …                    | …                     |  |  |       |  |  |                     |  |  |           |  |
|                        |   | …                    | …                     |  |  |       |  |  |                     |  |  |           |  |
|                        |   | …                    | …                     |  |  |       |  |  |                     |  |  |           |  |
|                        |   | …                    |                       |  |  |       |  |  |                     |  |  |           |  |